# 1460 w polityce
Wydarzenia polityczne w 1460 roku.

## Wydarzenia
- 2 lipca – wojna Dwóch Róż: Yorkowie pod wodzą hr Warwicka wkraczają do Londynu[1].
- 8 lipca – wojna trzynastoletnia: II bitwa pod Bornholmem – flota gdańska rozbija krzyżacką flotę kaperską, zapewniając Związkowi Pruskiemu zwycięstwo w zmaganiach o kontrolę szlaków na Morzu Bałtyckim[2].
- 10 lipca – wojna Dwóch Róż: zwycięstwo Yorków pod Northampton[3].
- 19 lipca – w Poznaniu król Kazimierz IV i starosta Człuchowa Włodek z Danabotz zawierają umowę, zgodnie z którą starosta Włodek otrzymuje bardzo daleko idące przywilej w zamian za utrzymanie wierności Człuchowa wobec króla: Kazimierz IV zgadza się ponieść odpowiedzialność materialną  za samowolne egzekwowanie długów starosty w biskupstwie gnieźnieńskim uwalniając jednocześnie starostę od winy; spłata długów zostaje zabezpieczona na starostwie człuchowskim wbrew przywilejom stanów pruskich z 1454 roku[4]
- 25 października – Act of Accord: angielski parlament ustanawia Ryszarda księcia Yorku protektorem królestwa i następca tronu, wyłączając małoletniego syna króla Henryka VI Edmunda[3].
- 30 grudnia – wojna Dwóch Róż: w zdecydowanie wygranej  przez Lancasterów bitwie pod Wakefield ginie pretendent do tronu Ryszard, książę York, jego syn Edmund i najbliższy stronnik hr Salisbury[5].

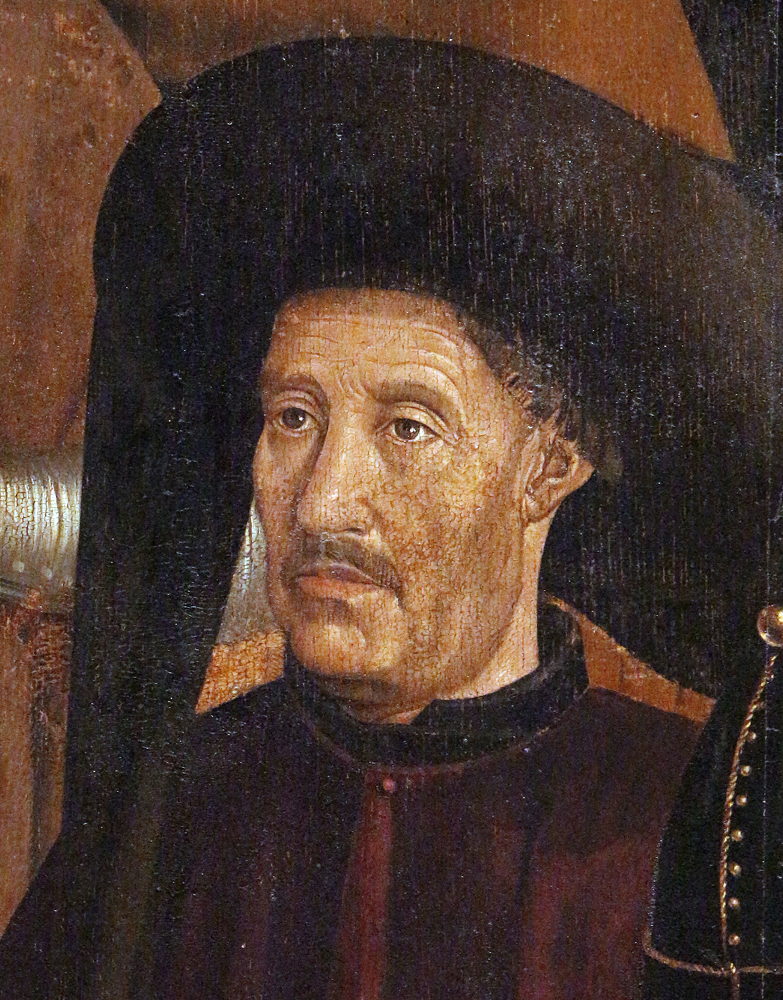
Henryk Żeglarz

## Urodzili się
- Viktorin Kornel ze Všehrd, czeski prawnik i pisarz.
- Mikołaj Kamieniecki, hetman wielki koronny (zm. 1515)[6].

## Zmarli
- 12 lipca – Yoshinori Ashikaga, siogun.
- 13 listopada – Henryk Żeglarz, książę Portugalii[7][8][9].
- 30 grudnia – Ryszard Plantagenet, książę Yorku poległ w bitwie pod Wakefield (ur. 1411)[5].